# Toxeus bicuspidatus
Toxeus bicuspidatus es una especie de araña saltarina del género Toxeus, familia Salticidae. Fue descrita científicamente por Yamasaki en 2012.
Habita en Indonesia.